# Madame la Mort (roman)
 (janvier 2023).
La mise en forme du texte ne suit pas les recommandations de Wikipédia : il faut le « wikifier ».
Les points d'amélioration suivants sont les cas les plus fréquents :
- Les titres sont pré-formatés par le logiciel. Ils ne sont ni en capitales, ni en gras.
- Le texte ne doit pas être écrit en capitales (les noms de famille non plus), ni en gras, ni en italique, ni en « petit »…
- Le gras n'est utilisé que pour surligner le titre de l'article dans l'introduction, une seule fois.
- L'italique est rarement utilisé : mots en langue étrangère, titres d'œuvres, noms de bateaux, etc.
- Les citations ne sont pas en italique mais en corps de texte normal. Elles sont entourées par des guillemets français : « et ».
- Les listes à puces sont à éviter, des paragraphes rédigés étant largement préférés. Les tableaux sont à réserver à la présentation de données structurées (résultats, etc.).
- Les appels de note de bas de page (petits chiffres en exposant, introduits par l'outil «  Source ») sont à placer entre la fin de phrase et le point final[comme ça].
- Les liens internes (vers d'autres articles de Wikipédia) sont à choisir avec parcimonie. Créez des liens vers des articles approfondissant le sujet. Les termes génériques sans rapport avec le sujet sont à éviter, ainsi que les répétitions de liens vers un même terme.
- Les liens externes sont à placer uniquement dans une section « Liens externes », à la fin de l'article. Ces liens sont à choisir avec parcimonie suivant les règles définies. Si un lien sert de source à l'article, son insertion dans le texte est à faire par les notes de bas de page.
- La présentation des références doit suivre les conventions bibliographiques. Il est recommandé d'utiliser les modèles {{Ouvrage}}, {{Chapitre}}, {{Article}}, {{Lien web}} et/ou {{Bibliographie}}. Le mode d'édition visuel peut mettre en forme automatiquement les références.
- Insérer une infobox (cadre d'informations à droite) n'est pas obligatoire pour parachever la mise en page.

Pour une aide détaillée, merci de consulter Aide:Wikification.
Si vous pensez que ces points ont été résolus, vous pouvez retirer ce bandeau et améliorer la mise en forme d'un autre article.
Pour les articles homonymes, voir Madame la Mort.
Madame la Mort est un roman policier de l'écrivain belge Stanislas-André Steeman paru en 1951. C'est la première apparition du détective privé Désiré Marco. Alors que les enquêtes du commissaire Malaise et de Monsieur Wens sont toujours rapportées à la troisième personne par S.-A. Steeman, Désiré Marco est lui-même le narrateur. Ce récit à la première personne et la personnalité de l'enquêteur, séducteur, voire machiste, solide buveur, et assez insolent envers clients et autres puissants, le rapprochent beaucoup de certains "privés" américains de la Série noire, comme ceux des romans de Carter Brown, pourtant postérieurs à la publication de Madame la Mort.

## Résumé
Alors qu'il s'apprête à passer Noël avec la belle Moira, Désiré Marco est appelé à l'aide par Jean Pèlerin, qui a fait fortune dans la création de sous-vêtements féminins. Celui-ci a réuni autour de lui pour le réveillon ses "cousines" : en fait ses maîtresses, ainsi que leurs maris - généralement embauchés dans son entreprise - et l'une d'elles a été tuée. La neige abondante finit par isoler la propriété de Pèlerin, où les agressions brutales vont se succéder dans une atmosphère de plus en plus chargée. Car les raisons d'en vouloir à autrui foisonnent dans une si étrange assemblée.

## Personnages
- Désiré Marco : détective privé.
- Moira Tonnerre : chanteuse réaliste.
- Jean Pèlerin : riche homme d'affaires, propriétaire de "La Chapelle".
- Chérie Archer : "cousine" de Jean Pèlerin.
- Gaston Archer : son mari, publicitaire.
- Solange Sylva : "cousine" de Jean Pèlerin.
- Hector Sylva : son mari, chef de fabrication.
- Jake Morini : "cousine" de Jean Pèlerin.
- Morini : son mari.
- Caroline Ferrand : "cousine" de Jean Pèlerin.
- Georgie Ferrand : son mari.
- Lorrimer : associé de Jean Pèlerin.
- Barral : mari de la première victime.
- Martial : le maître d'hôtel.
- Le père Ledieu : crieur des morts.
- Eyrier : commissaire de police.

## Autour du livre
Le roman porte la dédicace : À Hugo S...   qui a fait tout ce qu'il était humainement possible de faire pour que ce livre ne soit pas écrit.  Il s'agit très vraisemblablement de Hugo Steeman, fils de Stanislas-André Steeman et de sa seconde épouse Krisha. 